# Ed McBain
Ed McBain, pseudonimo di Evan Hunter (nato Salvatore Albert Lombino; New York, 15 ottobre 1926 – Weston, 6 luglio 2005), è stato uno scrittore e sceneggiatore statunitense.
Scrittore quanto mai prolifico, oltre che affermato romanziere è stato anche un noto sceneggiatore cinematografico. Ha pubblicato centinaia di romanzi polizieschi e molte sceneggiature firmando sia con il nome Evan Hunter sia con diversi altri pseudonimi, in particolare Ed McBain, il più conosciuto e quello usato per i romanzi polizieschi. Fra gli altri pseudonimi usati Curt Cannon, Hunt Collins, Ezra Hannon e Richard Marsten.

## Biografia
Nato a New York nel 1926, con nome di Salvatore Albert Lombino, da una famiglia di immigrati italiani originari di Ruvo del Monte (in provincia di Potenza), crebbe nel quartiere di East Harlem. Ottenne nel 1952 l'autorizzazione a cambiare il proprio nome in Evan Hunter.
È con il proprio nome che ha scritto quelli che sono probabilmente i suoi romanzi e testi di maggiore impegno: Il seme della violenza (The Blackboard Jungle, del 1954) e la sceneggiatura originale del film Gli uccelli, portato sul grande schermo dal regista Alfred Hitchcock.
Come Ed McBain ha scritto la famosa serie di romanzi dell'87º Distretto e la serie di Matthew Hope.
È morto nel Connecticut all'età di settantotto anni a causa di un tumore alla laringe.

## Premi letterari
- Mystery Writers of America nel 1986.
- Cartier Diamond Dagger nel 1998.

## Opere

### Romanzi scritti come Ed McBain

#### Serie dell'87º Distretto
1. 1956, L'assassino ha lasciato la firma (Cop Hater), ripubblicato col titolo Odio gli sbirri, Collana Stile Libero, Einaudi, 2017
2. 1956, Estremo insulto (The Mugger)
3. 1956, Non svegliarmi o Uno spacciatore per l'87° (The Pusher)
4. 1957, Pietà per chi crede (The Con Man)
5. 1957, Qui, 87º Distretto (Killer's Choice)
6. 1958, "Savage" calibro 300 (Killer's Payoff)
7. 1958, Ucciderò alle otto (Lady Killer)
8. 1959, Attentato Carella (Killer's Wedge)
9. 1959, Tutti per uno, all'87° ('til Death), ripubblicato col titolo Fino alla morte, Collana Stile Libero, Torino, Einaudi, 2017
10. 1959, Due colpi in uno (King's Ransom)
11. 1960, Due mani in cerca di cadavere o Date una mano all'87º distretto (Give the Boys a Great Big Hand)
12. 1960, Chiamate Frederick 7-8024 (The Heckler)
13. 1960, Lo spettacolo è finito (See Them Die)
14. 1961, Tutto da rifare all'87º Distretto (Lady, Lady, I Did It!)
15. 1962, Le ore vuote (The Empty Hours): contiene i romanzi brevi Le ore vuote, (The Empty Hours), pubblicato anche come Una vita rubata, J (J), Bufera (Storm)
16. 1962, Nessuna via d'uscita (Like Love)
17. 1963, Lungo viaggio senza ritorno (Ten Plus One)
18. 1964, Gioca al buio l'87º Distretto (Ax)
19. 1964, Tutto regolare, mamma (He Who Hesitates), ripubblicato col titolo L'uomo dei dubbi, Collana Stile Libero, Einaudi, 2018
20. 1965, L'ultima voce (Doll)
21. 1966, Ottanta milioni di occhi (Eighty Million Eyes)
22. 1968, Allarme: arriva la "Madama" (Fuzz)
23. 1969, 87º Distretto: una cartuccia di troppo (Shotgun)
24. 1970, Gioco di pazienza per l'87º Distretto (Jigsaw)
25. 1970, L'ombra della notte (Nightshide) [racconto]
26. 1971, 87º Distretto: tutti presenti (Hail, Hail, the Gang's All Here!)
27. 1972, 87º Distretto: l'assassino ha confessato (Sadie, When She Died)
28. 1973, 87º Distretto? Parlate più forte (Let's Hear It for the Deaf Man) , ripubblicato col titolo La voce del crimine, Collana Stile Libero, Einaudi, 2018
29. 1973, Confessione di un presidente all'87º Distretto (Hail to the Chief)
30. 1974, Una questione di pane per l'87º Distretto (Bread)
31. 1975, Parenti di sangue per l'87º distretto (Blood Relatives)
32. 1976, 87º Distretto: finché morte non vi separi (So Long as You Both Shall Live)
33. 1977, Dal passato incubi per l'87º distretto (Long Time No See)
34. 1979, Calypso per l'87º Distretto (Calypso)
35. 1980, Fantasmi per l'87º Distretto (Ghosts)
36. 1981, Troppo caldo per l'87º Distretto (Heat), ripubblicato col titolo Canicola, Torino, Einaudi, 2019
37. 1983, Ghiaccio per l'87º Distretto (Ice)
38. 1984, Fulmini sull'87º Distretto (Lightning)
39. 1984, Natale all'87º Distretto (And All Through the House) [racconto][2], ripubblicato in L'universo del crimine - I racconti polizieschi, Torino, Einaudi, 2010 e I morti non sognano - Racconti 1953-2000, Milano, Mondadori, 2019
40. 1985, Otto cavalli neri per l'87º Distretto (Eight Black Horses)
41. 1987, Veleno per l'87º Distretto (Poison)
42. 1987, Brutti scherzi per l'87º Distretto (Tricks)
43. 1988, Ninna nanna per l'87º Distretto (Lullaby), ripubblicato col titolo Ninna nanna, Torino, Einaudi, 2019
44. 1990, Vespri (Vespers)
45. 1991, Vedove (Widows)
46. 1992, Kiss (Kiss)
47. 1993, Misfatti (Mischief)
48. 1995, Romance (Romance)
49. 1997, Nocturne (Nocturne)
50. 1999, Grande città violenta (The Big Bad City)
51. 2000, L'ultimo ballo (The Last Dance)
52. 2001, Money[3] (Money, Money, Money)
53. 2002, Il rapporto scomparso (Fat Ollie's Book)
54. 2004, Il party (The Frumious Bandersnatch)
55. 2004, Anagram (Hark!)
56. 2005, Soltanto odio (Merely Hate) [romanzo breve], Collana Deviazioni n.3, Sonzogno, 2006
57. 2005, Traditori (Fiddlers)

#### Serie di Matthew Hope
1. 1978, L'altra donna (Goldilocks)
2. 1981, Nel bene e nel male (Rumpelstiltskin)
3. 1982, La bella e la bestia (Beauty and the Beast)
4. 1984, Alibi per due (Jack and the Beanstalk)
5. 1985, Quando Sarah si veste di giallo (Snow White and Rose Red)
6. 1986, Alias Cenerentola (Cinderella)
7. 1987, La gatta con gli stivali (Puss in Boots)
8. 1988, Un'ombra sulla spiaggia (The House That Jack Built)
9. 1990, Tre topolini ciechi (Three Blind Mice)
10. 1992, Mary Mary (Mary Mary)
11. 1994, Il sangue di Matthew Hope (There Was a Little Girl)
12. 1996, Gladly, l'orsacchiotto strabico (Gladly the Cross-eyed Bear)
13. 1998, Ultima speranza (The Last Best Hope)

#### Altri romanzi
- 1958, I delitti di April Robin, (The April Robin Murders)
uscito con il titolo La casa del morto nella Garzanti Serie Gialla n. 157
- 1958, Oro in polvere (Even the Wicked)[4]
- 1958, A un passo dalla tomba (The Gutter and the Grave)[5]
- 1965, 40 miglia dall'Avana (The Sentries)
- 1975, Le delusioni di Benjamin Smoke (Where There Is Smoke)
- 1976, Bocche di fuoco (Guns)
- 1982, Piccoli omicidi (The McBain brief) [antologia di racconti]
- 1986, L'altra parte della città (Another Part of The City)
- 1989, Una città contro (Downtown)
- 2000, (Driving Lessons)
- 2001, Candyland (Candyland)[6]
- 2005, Alice è in pericolo (Alice in Jeopardy)
- 2010, L'universo del crimine - I racconti polizieschi ISBN 978-88-06-19199-3 [antologia di racconti]
- 2011, Vite a perdere - I racconti neri [antologia di racconti]

### Romanzi scritti come Evan Hunter
- 1952, (Find the Feathered Serpent)
- 1952, Così nuda, così morta (The Evil Sleep![7] aka The Big Fix), I Gialli della Maschera N. 5, Ponzoni - Milano, 1958
- 1953, La notte disperata, (Don't Crowd Me)
- 1954, Il seme della violenza (The Blackboard Jungle)
- 1956, Aria chiusa (Second Ending)
- 1958, Gli amanti (Strangers When We Meet)
- 1959, La vita ladra (A Matter of Conviction)
- 1961, Madri e figlie (Mothers and Daughters)
- 1964, Un romanzo... (Buddwing)
- 1966, Il plagio (The Paper Dragon)
- 1967, La vita in gioco (A Horse's Head)
- 1968, L'estate scorsa (Last Summer)
- 1969, (Sons)
- 1971, E nessuno lo sospettava (Nobody Knew They Were There)
- 1972, Il profumo dei dollari (Every Little Crook and Nanny)
- 1973, (Come Winter)
- 1974, Le strade d'oro (Streets of Gold)
- 1976, (The Chisholms: A Novel Of The Journey West)
- 1979, (Walk Proud)
- 1981, (Love, Dad)
- 1983, (Far From the Sea)
- 1984, (Lizzie)
- 1994, Conversazioni criminali (Criminal Conversation)
- 1996, La trappola del gatto (Privileged Conversation)
- 1997, Hitch e io (Me & Hitch) [non fiction]
- 2001, Candyland (Candyland) (scritto "a quattro mani" da Evan Hunter e Ed McBain)
- 2002, (The Moment She Was Gone)

### Romanzi scritti come Ezra Hannon
- 1975, I casi sono tre, (Doors) stampato nel 1977 nella collana Il Giallo Mondadori con il numero 1493.

### Romanzi scritti come Richard Marsten
- 1953, (Rocket To Luna)
- 1953, L'era del dinosauro, (Danger: Dinosaurs!)
- 1954, Scappa povero negro, (Runaway Black)
- 1955, L'infermiera geme, (Murder In The Navy o Death of a Nurse), I Gialli Proibiti N. 50, Longanesi - Milano, 1957 - ripubblicato come Delitto a bordo di Ed McBain - Classici del giallo Mondadori n. 514
- 1957, Femmine scomparse, (Vanishing Ladies), I Gialli Ponzoni N. 24, Ponzoni - Milano, 1959
- 1957, (The Spiked Heel)
- 1958, Oro in polvere, (Even The Wicked) - Gli Assi americani del giallo N. 10, Ed. E.R.P. - Roma poi Classici del giallo Mondadori n.503, 1986
- 1959, Anatomia di un gangster, (Big Man) - Gialli Giumar Serie Nera N. 43, Giumar- Milano, 1962

### Romanzi scritti come Curt Cannon
- 1958, (I Like 'Em Tough)
- 1958, Forza Cannon!, (I'm Cannon - For Hire) - Ripubblicato a nome Ed McBain dopo revisione dell'autore con il titolo A un passo dalla tomba (The gutter and the grave) - Il Giallo Mondadori n. 2979

### Romanzi scritti come Hunt Collins
- 1954, Un lunedì nero, (Cut Me In)
- 1956, (Tomorrow's World)[8]

### Romanzi scritti come John Abbott
- 1972, (The Telegram Code)
- 1981, (The Man with Ideas)
- 1986, (For Medicinals Purposes)
- 1992, (Scimitar)

### Collezioni di racconti
- I morti non sognano. Racconti 1953-2000, a cura di Roberto Santachiara, con una prefazione di Maurizio De Giovanni, traduzioni di Mauro Boncompagni, Luca Briasco, Luciana Crepax, Roberta Ferrari, Roberto Santachiara. Contiene tutti i racconti già editi in Piccoli omicidi, L'universo del crimine - I racconti polizieschi, Vite a perdere - I racconti neri, più alcuni inediti in Italia e altri già pubblicati in antologie e pubblicazioni varie. Collana Oscar moderni baobab, Mondadori, Milano, 2019 ISBN 978-88-047-1199-5

## Filmografia

### Film tratti dai suoi romanzi
- 1955, Il seme della violenza (Blackboard Jungle) [da Il seme della violenza]
- 1958, L'assassino ha lasciato la firma (Cop Hater) [dal romanzo omonimo]
- 1958, The Mugger [da Estremo insulto]
- 1960, The Pusher [da Non svegliarmi]
- 1960, Noi due sconosciuti (Strangers When We Meet) [da Gli Amanti]
- 1961, Il giardino della violenza (The Young Savages) [da La vita ladra]
- 1963, Anatomia di un rapimento (Tengoku to jigoku) [da Due colpi in uno]
- 1963, La soupe aux poulets [da Attentato Carella]
- 1966, Una donna senza volto (Mister Buddwing) [da Un romanzo...]
- 1969, I brevi giorni selvaggi (Last Summer) [da L'estate scorsa]
- 1971, Senza movente (Sans mobile apparent) [da Lungo viaggio senza ritorno]
- 1972, Mafiosi di mezza tacca e una governante dritta (Every Little Crook and Nanny) [da  Il profumo dei dollari]
- 1972, ...e tutto in biglietti di piccolo taglio (Fuzz) [da Allarme: arriva la "Madama"]
- 1978, Rosso nel buio (Les liens du sang) [da Parenti di sangue per l'87º distretto]
- 1979, La scelta (Walk Proud)
- 1981, Kofuku [da Tutto da rifare all'87º distretto]
- 1995, 87º distretto - L'impronta dell'assassino (Ed McBain's 87th Precinct: Lightning) [da Fulmini sull'87º distretto]
- 1996, Ed McBain's 87th Precinct: Ice [da Ghiaccio per l'87º distretto]
- 1997, Ed McBain's 87th Precinct: Heatwave [da Troppo caldo per l'87º distretto]
- 2001, Three Blind Mice [da Tre topolini ciechi]

### Soggetti e sceneggiature
- 1963, Gli uccelli (The Birds) [adattamento da un soggetto di Daphne Du Maurier]
- 1992, Colombo - Non c'è tempo per morire (Columbo: No Time to Die) [adattamento del romanzo Gioco di pazienza per l'87º distretto]
- 1994, Tenente Colombo: Indagine ad incastro (Columbo: Undercover) [adattamento del romanzo 87º distretto: finché morte non vi separi]

### Telefilm e miniserie
- 1954, Climax!, episodio The Deadly Tattoo
- 1955, Alfred Hitchcock presenta, 3 episodi
- 1956, The Kaiser Aluminum Hour, episodio Angel's Ransom
- 1961, 87th Precinct, creatore della serie e sceneggiatore di molti episodi
- 1963, Bob Hope Presents the Chrysler Theatre, 2 episodi
- 1967, Ironside
- 1979, Una storia del West (The Chisholms, miniserie tratta dal romanzo omonimo)
- 1986, Dream West, miniserie